# 外ヶ浜町立三厩小学校
外ヶ浜町立三厩小学校（そとがはまちょうりつ みんまやしょうがっこう）は、青森県東津軽郡外ヶ浜町三厩にある公立小学校。

## 概要
- 本校は、外ヶ浜町の旧三厩村中心部にあり、旧三厩村域全域を学区とする。
- 一級へき地学校に認定されている[1]。

## 沿革
- 1877年（明治10年）10月 - 三厩村豊岳93番地・95番地に三厩小学として開校。
- 1887年（明治20年） - 三厩簡易小学校に改称。
- 1892年（明治25年） - 三厩尋常小学校に改称。
- 1896年（明治29年） - 豊岳28番地に移転。
- 1901年（明治34年） - 高等小学校併置し、三厩尋常高等小学校に改称。
- 1941年（昭和16年）4月1日 - 国民学校令により、三厩国民学校に改称。
- 1947年（昭和22年）4月1日 - 学校教育法（旧法）施行により、三厩村立三厩小学校に改称。同日から、三厩中学校を併置し、高等科生を中学校に移籍。
- 1957年（昭和32年）12月27日 - 三厩中学校が独立新校舎に、分離移転。
- 1958年（昭和33年）3月1日 - 校歌制定。
- 1972年（昭和47年）4月1日 - 桃ヶ丘1番地（現在地）に、新校舎落成。
- 1994年（平成6年）4月1日 - 宇鉄小学校を併合。これにより、三厩村全域が学区となる。
- 2005年（平成17年）3月28日 - 外ヶ浜町誕生により、外ヶ浜町立三厩小学校に改称。

## 児童数
- 2023年（令和5年）5月1日現在[2]

| 学年 | 1年 | 2年 | 3年 | 4年 | 5年 | 6年 | 特別支援   | 合計 |
| ---- | --- | --- | --- | --- | --- | --- | ---------- | ---- |
| 学級 | 0.5 | 0   | 0.5 | 0.5 | 0.5 | 0   | 2          | 4    |
| 児童 | 4   | 0   | 3   | 5   | 5   | 0   | 5 （内数） | 17   |

- 学級数0.5は、複式学級を表す。

## 学区
- 外ヶ浜町の旧三厩村全域。

## 周辺
- 外ヶ浜町役場三厩支所（旧:三厩村役場）
- 国道280号（松前街道）
- 三厩郵便局
- 外ヶ浜警察署三厩警察官駐在所
- 三厩漁港

## アクセス
- 外ヶ浜町役場三厩支所から、すぐ近く。
- 外ヶ浜町循環バス「三厩公民館前」バス停から、徒歩約200m・約4分。
- JR東日本津軽線三厩駅から、
  - 車で約2km・約5分。
  - 先述の「外ヶ浜町循環バス」で、三厩公民館前バス停まで、5～8分。

## 参考資料
- 『青森県教育史 別巻』（青森県教育委員会・1973年12月20日発行）「学校沿革 小学校」760頁「三厩小学校」